# Spinus
Spinus är ett fågelsläkte i familjen finkar inom ordningen tättingar. Släktet omfattar här 20 arter som framför allt förekommer i Latinamerika, men också i Nordamerika, en art i  Himalaya och Tibet samt en art i Europa och norra Asien, den i Sverige häckande grönsiskan:
- Himalayasiska (S. thibetanus)
- Grönsiska (S. spinus)
- Tallsiska (S. pinus)
- Svartkronad siska (S. atriceps)
- Svarthuvad siska (S. notatus)
- Hispaniolasiska (S. dominicensis)
- Småsiska (S. psaltria)
- Kaliforniensiska (S. lawrencei)
- Guldsiska (S. tristis)
- Páramosiska (S. spinescens)
- Gulkindad siska (S. yarrellii)
- Gulbukig siska (S. xanthogastrus)
- Rödsiska (S. cucullatus)
- Tjocknäbbad siska (S. crassirostris)
- Kapuschongsiska (S. magellanicus)
- Saffranssiska (S. siemiradzkii)
- Olivsiska (S. olivaceus)
- Svartsiska (S. atratus)
- Busksiska (S. uropygialis)
- Sydsiska (S. barbatus)

Alla arter utom himalayasiska placerades tidigare i Carduelis. Genetiska studier visar dock att Carduelis är kraftigt parafyletiskt och att typarten steglitsen snarare är närmare släkt med vissa arter i Serinus. Himalayasiska fördes tidigare till Serinus.